# João Caetano de Sousa e Lacerda
João Caetano de Sousa e Lacerda (Ribeira Seca, ilha de São Jorge, 14 de Agosto de 1829 — Fajã da Fragueira, Abril de 1913) foi um político, intelectual e terratenente português. Publicou artigos sobre política, poesia e alguma ficção, esta na maior parte assinada com o pseudónimo de Júlio Cândido da Silva Leite. Foi pai do maestro Francisco de Lacerda e do médico e poeta José de Lacerda.

## Biografia
João Caetano de Sousa e Lacerda foi filho de outro João Caetano de Sousa e Lacerda, natural da Piedade, na ilha do Pico, e de D. Maria Utília Forjaz de Lacerda, natural das Ribeiras do Pico, também da ilha do Pico. Enquanto criança viveu em casa dos seus familiares na ilha do Pico. Passava então os serões lendo para a avó durante duas ou três horas, de preferência romances históricos. Neste período estudou latim nas Lajes do Pico. Regressou à Ribeira Seca, ilha de São Jorge, em 1847.
Aos 32 anos de idade andou na pesca do bacalhau, tendo aproveitado para efectuar viagens aos Estados Unidos da América e a Lisboa.
Praticamente autodidacta, foi um amante da leitura e da música. Lia escritores portugueses, ingleses e franceses, dominando estas línguas. A falta de periodicidade na chegada de material de leitura fazia com que dividisse o número de páginas que se permitia ler durante cada uma das longas noites de Inverno. Tocava piano e foi um grande mecenas do movimento filarmónico na ilha de São Jorge, contribuindo para a fundação de diversas agremiações, com destaque para a  Filarmónica da Ribeira Seca.
Exerceu por várias vezes o lugar de presidente e administrador do concelho da Câmara Municipal da Calheta, na ilha de São Jorge, ocupando o cargo por um total de 30 anos. Foi igualmente conservador do registo predial do concelho da Calheta.
Como escritor escreveu e editou Saudades da minha infância, publicado em Angra do Heroísmo em 1867, e uma série de folhetins, sob o pseudónimo de Júlio Cândido da Silva Leite, insertos em vários periódicos, designadamente no jornal Velense, editado na vila das Velas. Para além disso, colaborou em vários jornais, em particular nos editados na ilha de São Jorge. Alguns dos seus textos foram recolhidos e editados em 1984 pela Câmara Municipal da Calheta.
A leitura das cartas que dirigiu a seu filho mais novo, o maestro Francisco de Lacerda, cuja última data do dia 13 de Abril de 1913, poucos dias antes do seu falecimento, são um autêntico manancial de informações sobre a vivência jorgense.